# .300 H&H Magnum

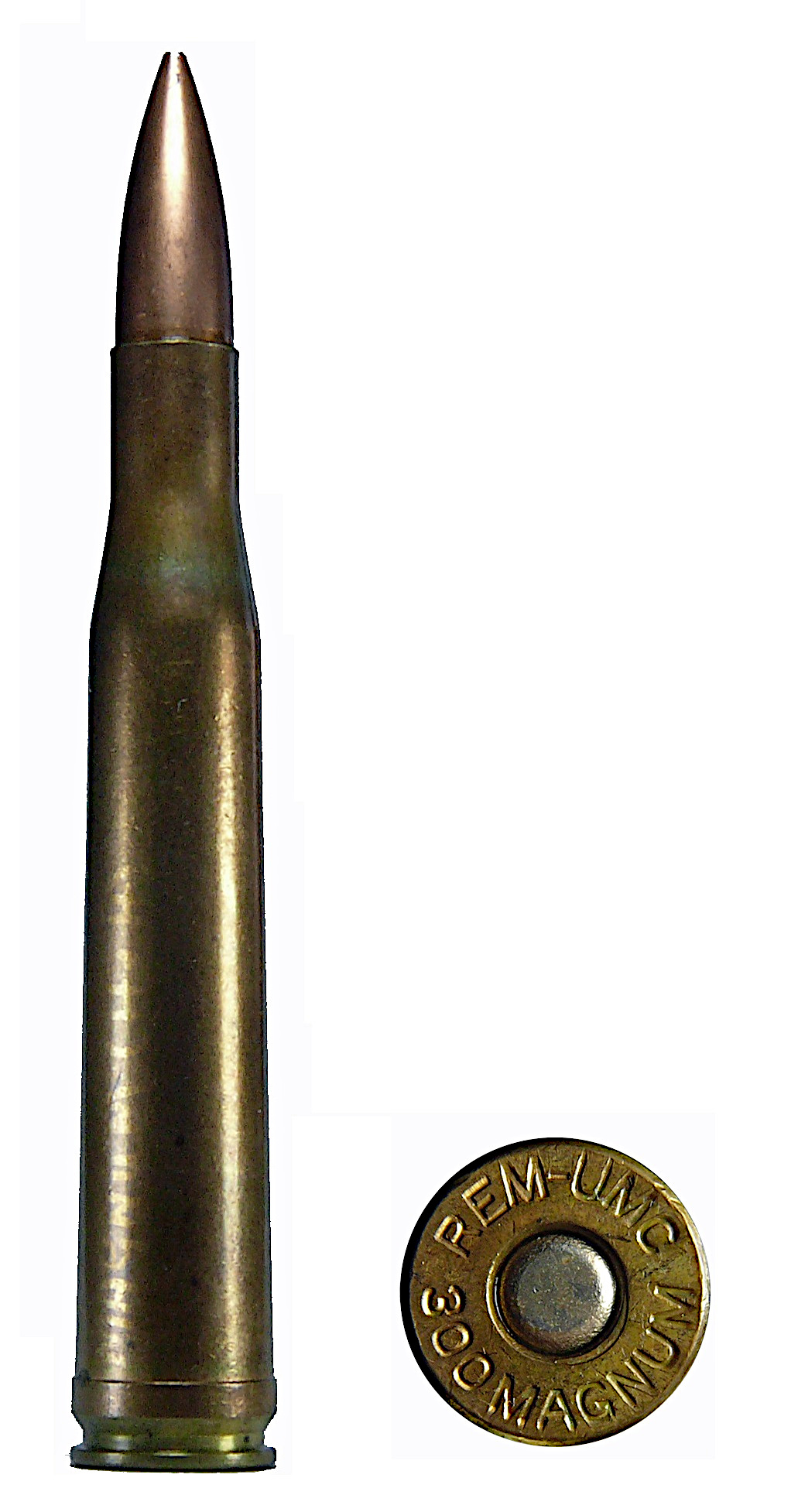
O .300 H&H Magnum.

O cartucho .300 H&H Magnum, foi lançado pela empresa britânica Holland & Holland como o "Super-Thirty" em junho de 1925. O estojo é cinturado como o .375 H&H Magnum, e é baseado no mesmo estojo, assim como o .244 H&H Magnum. O estojo cinturado, garante o headspace, já que o "ombro" do estojo é apenas uma leve inclinação, em vez de um "ombro real". Cartuchos magnum mais modernos continuam com essa prática, mas não é necessário o uso de estojos cinturados devido a seus ombros mais angulados. O cartucho foi usado pelo atirador americano Ben Comfort para vencer a "Wimbledon Cup Match" de 1000 jardas em Camp Perry em 1935, e foi usado novamente para vencer a competição internacional de 1.000 jardas em 1937. A Winchester ofereceu seu Model 70 em .300 H&H Magnum em 1937.
O .300 H&H Magnum oferece balística superior ao .30-06 para longo alcance, e o .300 H&H é quase tão versátil com todos os pesos e tipos de balas, especialmente se cargas manuais bem desenvolvidas são usadas. Ele se destaca com as balas mais pesadas de calibre .30 na faixa de 180–220 grãos. A SAAMI definiu o limite de pressão para este cartucho em 54.000 P.S.I. Seu comprimento de estojo exige uma ação magnum de comprimento total, e as ações militares excedentes reservadas para o .308 Norma Magnum ou .300 Winchester Magnum ofereceram uma alternativa de custo mais baixo para balística semelhante na década de 1960. A longa caixa do .300 H&H' foi projetada para carregar cordite, e esses dois cartuchos magnum modernos ofereciam um volume de pólvora semelhante em um estojo mais curto, melhor adaptado à uniformidade balística com pólvora sem fumaça do tipo "Improved Military Rifle" (IMR) dos Estados Unidos.